# 内村不動産
『内村不動産』（うちむらふどうさん）とは、TBS系列で2011年に放送された特別番組であり、内村光良の冠番組である。
第2回は『スパモク!!』枠にて放送された。

## 概要
内村光良が芸能人と共に物件の魅力や住み心地を徹底リサーチする。

## 出演者
代表
- 内村光良

秘書
- 小林麻耶

調査員
- カンニング竹山&小島よしお
- 狩野英孝&柳原可奈子
- しずる
- サンドウィッチマン
- ザブングル
- アンガールズ
- スザンヌ

## ネット局

### 第1回
| 放送対象地域 | 放送局名             | 系列    | 放送日時                          | 遅れ日数   |
| ------------ | -------------------- | ------- | --------------------------------- | ---------- |
| 関東広域圏   | TBSテレビ (TBS)      | TBS系列 | 2011年4月5日 23時50分 - 25時20分  | 制作局     |
| 北海道       | 北海道放送 (HBC)     | TBS系列 | 2011年4月5日 23時50分 - 25時20分  | 同時ネット |
| 山形県       | テレビユー山形 (TUY) | TBS系列 | 2011年4月5日 23時50分 - 25時20分  | 同時ネット |
| 新潟県       | 新潟放送 (BSN)       | TBS系列 | 2011年4月5日 23時50分 - 25時20分  | 同時ネット |
| 長野県       | 信越放送 (SBC)       | TBS系列 | 2011年4月5日 23時50分 - 25時20分  | 同時ネット |
| 静岡県       | 静岡放送 (SBS)       | TBS系列 | 2011年4月5日 23時50分 - 25時20分  | 同時ネット |
| 石川県       | 北陸放送 (MRO)       | TBS系列 | 2011年4月5日 23時50分 - 25時20分  | 同時ネット |
| 中京広域圏   | 中部日本放送 (CBC)   | TBS系列 | 2011年4月5日 23時50分 - 25時20分  | 同時ネット |
| 高知県       | テレビ高知 (KUTV)    | TBS系列 | 2011年4月5日 23時50分 - 25時20分  | 同時ネット |
| 熊本県       | 熊本放送 (RKK)       | TBS系列 | 2011年4月5日 23時50分 - 25時20分  | 同時ネット |
| 広島県       | 中国放送 (RCC)       | TBS系列 | 2011年4月13日 23時50分 - 25時20分 | 8日遅れ    |
| 宮城県       | 東北放送 (TBC)       | TBS系列 | 2011年4月20日 24時05分 - 25時35分 | 15日遅れ   |
| 近畿広域圏   | 毎日放送 (MBS)       | TBS系列 | 2011年5月21日 15時28分 - 17時00分 | 46日遅れ   |
| 大分県       | 大分放送 (OBS)       | TBS系列 | 2011年5月29日 15時24分 - 16時54分 | 54日遅れ   |
| 鹿児島県     | 南日本放送 (MBC)     | TBS系列 | 2011年6月18日 14時00分 - 15時30分 | 74日遅れ   |
| 宮崎県       | 宮崎放送 (MRT)       | TBS系列 | 2011年7月6日 23時55分 - 25時25分  | 92日遅れ   |

### 第2回
| 放送対象地域   | 放送局名                 | 系列    | 放送日時                           | 遅れ日数   |
| -------------- | ------------------------ | ------- | ---------------------------------- | ---------- |
| 関東広域圏     | TBSテレビ (TBS)          | TBS系列 | 2011年11月10日 19時00分 - 20時54分 | 制作局     |
| 北海道         | 北海道放送 (HBC)         | TBS系列 | 2011年11月10日 19時00分 - 20時54分 | 同時ネット |
| 青森県         | 青森テレビ (ATV)         | TBS系列 | 2011年11月10日 19時00分 - 20時54分 | 同時ネット |
| 岩手県         | IBC岩手放送 (IBC)        | TBS系列 | 2011年11月10日 19時00分 - 20時54分 | 同時ネット |
| 宮城県         | 東北放送 (TBC)           | TBS系列 | 2011年11月10日 19時00分 - 20時54分 | 同時ネット |
| 山形県         | テレビユー山形 (TUY)     | TBS系列 | 2011年11月10日 19時00分 - 20時54分 | 同時ネット |
| 福島県         | テレビユー福島 (TUF)     | TBS系列 | 2011年11月10日 19時00分 - 20時54分 | 同時ネット |
| 山梨県         | テレビ山梨 (UTY)         | TBS系列 | 2011年11月10日 19時00分 - 20時54分 | 同時ネット |
| 新潟県         | 新潟放送 (BSN)           | TBS系列 | 2011年11月10日 19時00分 - 20時54分 | 同時ネット |
| 長野県         | 信越放送 (SBC)           | TBS系列 | 2011年11月10日 19時00分 - 20時54分 | 同時ネット |
| 静岡県         | 静岡放送 (SBS)           | TBS系列 | 2011年11月10日 19時00分 - 20時54分 | 同時ネット |
| 富山県         | チューリップテレビ (TUT) | TBS系列 | 2011年11月10日 19時00分 - 20時54分 | 同時ネット |
| 石川県         | 北陸放送 (MRO)           | TBS系列 | 2011年11月10日 19時00分 - 20時54分 | 同時ネット |
| 岡山県・香川県 | 山陽放送 (RSK)           | TBS系列 | 2011年11月10日 19時00分 - 20時54分 | 同時ネット |
| 愛媛県         | あいテレビ (ITV)         | TBS系列 | 2011年11月10日 19時00分 - 20時54分 | 同時ネット |
| 長崎県         | 長崎放送 (NBC)           | TBS系列 | 2011年11月10日 19時00分 - 20時54分 | 同時ネット |
| 熊本県         | 熊本放送 (RKK)           | TBS系列 | 2011年11月17日 19時00分 - 20時54分 | 7日遅れ    |
| 鹿児島県       | 南日本放送 (MBC)         | TBS系列 | 2011年11月17日 19時00分 - 20時54分 | 7日遅れ    |
| 鳥取県・島根県 | 山陰放送 (BSS)           | TBS系列 | 2011年12月1日 19時00分 - 20時54分  | 21日遅れ   |
| 広島県         | 中国放送 (RCC)           | TBS系列 | 2011年12月17日 14時00分 - 15時54分 | 37日遅れ   |

## その他特記事項
- 山陰放送と中国放送は応募受付終了以降に放送されたため、応募方法画面が表示された際に、画面上に自社送出で「受付は終了しました。応募は出来ません。」と表示された。

## スタッフ
- 製作著作：TBS